# يوترسن

شعار المدينة

يوترسن (بالألمانية: Uetersen) (النطق بالألمانية ˈyːtɐzən) مدينة في مقاطعة بنبرغ في ألمانيا.

## توأمة
ليوترسن اتفاقيات توأمة مع:
- فيتشتوك

## أعلام
- كارل غوستاف أندريسن
- مانفريد بوك
- كورت روث